# 시모다이라역
시모다이라역(일본어: 下平駅)은 일본 나가노현 시모이나군 다카모리정에 위치한 도카이 여객철도 이다선의 철도역이다. 단선 승강장 1면 1선의 구조를 갖춘 지상역이다.

## 역 주변
- 덴류강
- 국도 제153호선

## 역사
- 1923년 3월 13일 : 이나 전기 철도의 이치다 - 야마부키 간 연신할 때에 시모다이라 정류장으로서 개업. 여객역.
- 1943년 8월 1일 : 이나 전기 철도선이 이다선의 일부로서 국유화되어, 일본국유철도가 승계. 동시에 역으로 승격해, 시모다이라역으로 한다.
  - 당시는, 도카이도 본선 하마마쓰 - 나고야 간의 각 역이나 이다선의 각 역, 주오 본선 가미스와 - 시오지리 간의 각 역, 마쓰모토역을 발착하는 여객만 이용되었다.
- 1954년 12월 1일 : 도쿄도 구내의 각 역이나 나가노역을 발착하는 여객도 이용가능하게 되었다.
- 1971년 4월 1일 : 여객역 발착의 제한을 철폐.
- 1987년 4월 1일 : 일본국유철도 분할 민영화에 의해, 도카이 여객철도가 승계.

## 인접 역
| 도카이 여객철도 이다선 | 도카이 여객철도 이다선 | 도카이 여객철도 이다선 |
| ---------------------- | ---------------------- | ---------------------- |
| 이치다 도요하시 방면   | ■ 이다선               | 야마부키 다쓰노 방면   |